# Clan Kondi
Le clan Kondi est la principale dynastie régnante du royaume de Loango. Elle a la primauté sur l'autre clan Nkata.

## Dynastie Bouvandji
Au XIIIe siècle, la dynastie des Bouvandji, épaulée par une puissante confrérie de forgerons et en s’appuyant sur un corps de guerriers entreprenants, s’imposa aux populations locales de la côte de Loango.
Les neuf rois de cette dynastie furent enterrés au cimetière royal de Loandjili, au nord-ouest de Pointe-Noire.
Toutefois, cette période triomphante ne put se prolonger car les Bouvandji n'ont jamais pu acquérir les droits spirituels sur les territoires conquis. C'est ce qui expliquerait, en partie, pourquoi les clans locaux ont gardé cette primauté politique pour la détention de l'autorité spirituelle du territoire .
A la fin du XVe siècle, compte tenu de leur comportement tyrannique, les Bouvandji furent chassés du pouvoir par une insurrection populaire, provoquant la première crise institutionnelle du royaume de Loango|.
La fin de l'absolutisme royal fait place à une longue régence, puis à une théocratie féodale.

## Dynastie Kondi
Les 27 clans primordiaux Kongo du royaume de Loango jouèrent un rôle prépondérant dans la suite de cette rupture dynastique. Ils envoyèrent une délégation au village Banana, non loin de Moanda, en République démocratique du Congo, où se trouve le sanctuaire (« tchibila ») consacré à Bun : zi, entretenu et gardé par le Tchinthomi Tchibun : zi, le grand prêtre officiant pour cette déité. Sous les recommandations de ce dernier, une fillette nommée Nombo Sinda, fut choisie puis élevée par le Nthomi Bun : zi, qui la déflora et la féconda. Nombo Sinda fut alors ramenée par mer et débarqua non loin de Diosso, sur une place qui reçut le nom de Sinda de cet événement et le porte encore.
Nombo Sinda d'origine Bongo (pygmée du Mayombe), fut ensuite mariée à un homme appartenant au clan Kondi, avec qui elle donna naissance à plusieurs enfants, dont les plus célèbres sont, une fille dénommée Mwe Nthumba, puis un fils nommé, Mwe Pwati 1er. Ce dernier qui devait être le premier héritier de la nouvelle dynastie, régna sous le nom de Kamangou wu Kama Mbou dit le prophète (Kamangou qui assécha la mer) au milieu du XVIIe siècle. Il a atteint le degré de suprême de l'initiation sacrale de Ma Loango. Il maitrisait les éléments naturels, possédait de nombreux pouvoirs magiques et pratiquait la divination. Ses hauts faits sont toujours relatés par la vénération populaire.
C'est depuis cette période, que tous les Maloango (souverains du royaume de Loango) et la famille régnante, sont issus de l'ethnie vili et plus précisément du clan Kondi.

### Emblème
L'emblème (M'vila) du clan royal est le phacochère (ngulu).
Le clan royal stricto sensu s'est désagrègé en différents sous-groupes respectivement possesseurs d'un emblème particulier.

## Dynastie Nkata
En 1660, intervient la seconde crise institutionnelle du royaume de Loango. Très tôt, la nouvelle dynastie Kondi va se scinder en deux clans dont la rivalité politique attribua de nouveau, aux 27 clans primordiaux de Bwali un rôle décisif d’arbitre électoral. Ce sont les deux clans, toujours éligibles de nos jours, au trône de Ma Loango: les Kondi et les Nkata. Cette monarchie élective a transféré le pouvoir entre les mains des fumu-si (chefs de terre).
Un des frères de Maloango, à la suite d'une dispute avec le souverain, en compagnie des siens, quitta la capitale Bwali pour s'installer dans la province de Ngakanu.
Quelque temps après cet exil volontaire, le roi malade envoya un émissaire vers son frère, en lui précisant sa volonté de le rencontrer. Celui-ci, feignant d'être occupé à tresser des Nkhata (support circulaire en raphia servant à protéger la tête des porteurs et à stabiliser les lourdes charges), répondit qu'il se rendrait à Bwali, une fois ses activités terminées. L'entourage de Maloango étonné par tant d'outrecuidance de la part du prince, lui affubla du sobriquet de Fumu Nkhata (Seigneur Nkhata).
La descendance de ce réfractaire forme un clan qui porte le nom de Nkata.